# Радирање
Радирање је почетак технике дубоке штампе, а за претечу радирања везује се процес украшавања гвоздених панцира у XV веку.
Најстарији познати отисак направљен је са челичне плоче и његов творац је Урс Граф, швајцарски сликар, а назив дела је „Девојка маше ногама“. Дело је настало 1513 год.
Процват радирања као технике се дешава у исто време када и процват старонемачке графике.

## Припремни процес плоче
Радирање је техника која се заснива на хемијском процесу нагризања метала киселином. Плоча се пре свега добро углача и након тога се прмаже танким слојем који је састављен од мешавине асфалта, мастикса и светиљске чађи.

## Процес и израда слика
Помоћу црвено ослојене хартије се прецртава цртеж на просушен црни слој који се налази на плочи. Тада уметник врхом специјално обрађене игле извлачи линије различитих дебљина и облика и на тим деловима скида заштитни слој са плоче. Када је прецртавање завршено плоча се обавезно и са задње стране премаже слојем асфалтног лака како би била заштићена од хемијског процеса нагризања. Тада плочу излажемо нагризању раствора хлорида гвожђа који плочу нагриза на местима која су на основи иглом ослобођена приликом скидања заштитног лака. После поступка нагризања плоче терпентином се скида слој основе а плоча се истрља мешавином уља и чађи и добро се очисти. Тада јасно можемо да видимо црну слику на црвеној бакарној плочи.

## Штампање
Штампање се врши на ручној преси и за штампу се користи најквалитетнији папир. Преса се састоји од два челична ваљка који се узајамно притискају а између њих пролази плоча са папиром. Крајњи производ је слика на папиру.

## Најзначајнији мајстори радирања
Свакако један од пионира радирања је Албрехт Дирер, а са њим и италијански ствараоци Андреа Мантења и Марко Антонио Риамонди, као и холанђанин Лукас вон Лајден. У XVII веку радирањем се бавио и један од најпознатијих сликара и стваралаца Рембрант.